# Ilha Juncal
A Ilha Juncal, pertencente ao Uruguai, encontra-se no curso superior do Rio da Prata, ao sul da desembocadura do rio Uruguai, águas acima de Carmelo e separada da costa uruguaia pelo canal de Camacho. 
Um quilómetro ao norte de Juncal acha-se a também uruguaia ilha Juncalito e ao este, separada pelo canal Principal, se encontra a 1° Seção Ilhas pertencente à província dentre Rios em Argentina.

## História
Em seus imediações livrou-se o 8 e o 9 de fevereiro de 1827 o mais importante combate naval da Guerra da Cisplatina em que se enfrentaram às Províncias Unidas do Rio da Prata e o Império do Brasil, a Batalha de Juncal, que resultou numa vitória das Províncias Unidas. Entre 1890 e 1976 Julia Lafranconi viveu na ilha.

## Descrição
Desde um ponto de vista geológico, trata-se de um afloramento aluvional assentado sobre manto granítico pré-cámbriático que apresenta costa arenosas e de suaves declives do lado do canal.
Com a forma de rombo, a ilha é de forma alisada e baixa, pelo que é inundável por todas suas bordas. Possui uma largura máxima de 1,95 km para perto de seu ponto sul e apresenta um longo total de 4,91 km .
Sua costa ocidental é banhada com águas provenientes da bacia do Guaçu e ademais as que contribuem o rio Uruguai pelo norte, enquanto o lado oriental em frente ao Camacho, é regada com águas maioritariamente deste último rio mencionado e que fluem através da ilha Juncalito por seu estreito estreito. Especialmente neste último abundam os pejerreyes, dado que as águas do canal são mais limpas e oxigenadas.
Com bom refúgio para embarcações de escasso calado, ainda que com numerosos bancos de areia branca, a zona é habitual destino de atividades de pesca embarcada.
A vegetação é de arbustos exceto em seu centro, onde é possível ver algumas árvores.